# Hutterer Miklós
Hutterer Miklós György (Claus Jürgen Hutterer) (Budapest, 1930. november 2. – Graz, 1997. december 17.) magyarországi német származású német nyelvész, germanista. A nyelvészeti tudományok kandidátusa (Moszkva, 1958; honosítva: Budapest, 1958), doktora (1968).

## Életpályája
1953-ban az Eötvös Loránd Tudományegyetem Bölcsészettudományi Kar német-angol-magyar szakán középiskolai tanári diplomát szerzett. 1955–1958 között a moszkvai Lomonoszov Egyetemen V. M. Zsirmunszkij aspiránsa volt, de közben a Jereváni Egyetemen örmény nyelvet is tanult. 1958–1966 között az Eötvös Loránd Tudományegyetem Bölcsészettudományi Kar Német Filológiai Tanszék illetve Indoeurópai Tanszék egyetemi adjunktusa, 1966–1970 között egyetemi docense, 1970–1997 között egyetemi tanára volt. 1962–1982 között az Acta Linguistica társszerkesztője volt. 1972–1975 között a Grazi Egyetem Germanisztikai Tanszék vendégprofesszora, 1975-től tiszteletbeli professzora volt. 1975-től a tanszék vezetője volt. 1996-ban az Eötvös Loránd Tudományegyetem Bölcsészettudományi Kar tiszteletbeli doktora lett.

### Munkássága
Indoeurópai és germán nyelvészettel, általános és magyarországi dialektológiával, szociolingvisztikával foglalkozott. Magyarországon elsőként vizsgálta a gót, az óizlandi és az óangol és az örmény nyelvet. Alapvetően új eredményeket ért el a magyarországi német nyelvjárások kutatásában. Elsőként tanulmányozta a magyarországi jiddis nyelv sajátosságait, de fontos munkásságot fejtett ki a különböző magyarországi cigány nyelvjárások feltárása és megismertetése területén.

## Családja
Szülei Hutterer Mihály és Dugonics Karola voltak. Felesége, Pogány Irén (1943–) nyelvész volt.
Sírja a Farkasréti temetőben található (948-3-8).

## Művei
- Középbajor nyelvjárások (kandidátusi értekezés; Orosz nyelven; Moszkva, 1958)
- A germán őstörténeti kutatások újabb eredményei (Nyelvtudományi Közlemények, 1959)
- A Dunántúli Középhegység németsége és a magyarországi német nyelvjáráskutatás problémái (Magyar Nyelv, 1960)
- Néhány szempont az eposz elméletéhez (Világirodalmi Figyelő, 1960)
- Adalékok a felföldizmus kérdéséhez (Magyar Nyelv, 1961)
- Az ógermán vallástörténeti kutatások időszerű kérdései (Antik Tanulmányok, 1962)
- Nyelvföldrajz és dialektológia (Általános nyelvészeti tanulmányok. I. Budapest, 1963)
- Az angol nyelvtudomány alapjai (egyetemi jegyzet; Mészáros Györggyel; 30 táblával és 3 térképpel; Budapest, 1963; 2. kiadás: 1964; 3. kiadás: 1967)
- A romani–cigány–nyelvjárások magyar elemei (Tanulmányok a magyar nyelv életrajza köréből; Budapest, 1964)
- Német irodalomtörténet-írás Angliában (Filológiai Közlöny, 1964)
- A konstitutív elemek helye a nyelvoktatásban (Modern Nyelvoktatás, 1965)
- A lovari cigány dialektikus leíró nyelvtana. Hangtan, szóképzés, alaktan, szótár (Mészáros Györggyel) (A Magyar Nyelvtudományi Társaság kiadványai. 117. füzet; Budapest, 1967)
- A nyelvi struktúra változásának problémája a nyelvszociológia tükrében (Általános nyelvészeti tanulmányok. V. Budapest, 1967)
- Bevezetés a germanisztikába. Monográfia. (Budapest, 1968 megjelent, részben mint egyetemi jegyzet; Budapest, 1968; 9. kiadás: 1986; 10. kiadás: 1988; 11. kiadás: 1989; 12. kiadás: 1991; 13. kiadás: 1992; 14. kiadás: 1993)
- A germán nyelvek kutatásának 25 éve Magyarországon (Filológiai Közlöny, 1970; németül: Acta Linguistica, 1971)
- A magyarországi német népcsoport (Népi kultúra – népi társadalom, 1973)
- A gót nyelv. Grammatika, szövegek, szótár (egyetemi jegyzet; Budapest, 1973; 2. kiadás: 1990; 3. kiadás: 1992)
- A germán nyelvek. Monográfia (Budapest, 1986)
- Aufsätze zur deutschen Dialektologie. Német nyelvjárási tanulmányok (Szerkesztette: Manherz Károly; Ungarndeutsche Studien. 6. Budapest, 1991)
- A Vértes hegységben levő Várgesztes német nyelvjárása (Magyar Nyelvjárások. XXXIX. Debrecen, 2001)

### Szerkesztései
- D. Faustus János hírhedett varázsló és fekete mágus históriája. Fordította: Adorján Mihály, az utószót írta: Hutterer Miklós. Spies János gyűjtése nyomán a német nyelvű eredeti szöveget a magyar fordítással egybevetette és a fordító jegyzeteit kiegészítette Mollay Károly. (A híres-neves Faustus doktorról szóló históriák sorozata. 1. Budapest, 1960)
- Skandinavisztikai olvasókönyv (egyetemi jegyzet; összeállította: N. Balogh Anikóval; Budapest, 1974)
- Zsirmunszkij, Viktor Makszimovics: Linguistische und ethnographische Studien über die alten deutschen Siedlungen in der Ukraine, Russland und Transkaukasien. Szerk. Claus Jürgen Hutterer. (München, 1992)

## Díjai
- Akadémiai díj (1977)[4]